# James Williams (músico)
James Williams fue un cornetista norteamericano de jazz, originario de Nueva Orleans, Luisiana, que desarrolló su trabajo en los últimos años del siglo XIX y comienzos de XX, en la época de formación del jazz.
Se desconoce la fecha de su nacimiento y de su muerte, y la información sobre su existencia proviene de la obra de diversos musicólogos, como Rudi Blesh. Hacia 1895, entró a formar parte de la banda de John Robechaux, junto a Lorenzo Tio, Ed Cornish y otros nombres importantes de la época. Después fue líder de una banda muy popular, alrededor de 1900, competidora de la de Buddy Bolden.